# Pavetta intermedia
Pavetta intermedia là một loài thực vật thuộc họ Rubiaceae. Loài này có ở Cộng hòa Dân chủ Congo và Uganda.